# Bradstreet-Brown House
Das Bradstreet-Brown House (auch Simon Bradstreet House) ist ein historisches Wohnhaus in Marblehead, Massachusetts. Es ist nach dem Pfarrer Simon Bradstreet und der späteren Eigentümerfamilie Brown benannt und wurde 1984 als Contributing Property zum Marblehead Historic District in das National Register of Historic Places eingetragen.

## Beschreibung und historische Bedeutung
Das exakte Baujahr des Hauses ist unbekannt; es wurde von Reverend Simon Bradstreet, dem zweiten Pfarrer der Zweiten Kongregationalen Kirche, zu einem Zeitpunkt zwischen 1738 und 1760 im Stil der Georgianischen Architektur aus Holz errichtet. Die Familie Brown besaß das Haus zwischen etwa 1860 und 1952. Das Haus wurde über die Jahre mehrfach umgebaut und modernisiert.